# ماریا روخو
ماریا روخو (به انگلیسی: María Rojo) (زاده ۱۵ اوت ۱۹۴۳) بازیگر و سیاستمدار مکزیکی است.
از کارهای معروف او می‌توان به بازی در فیلم کوچه میداک و زنان قاتل اشاره کرد.